# NECホームエレクトロニクス・ホワイトブリッツ
NECホームエレクトロニクス・ホワイトブリッツは、滋賀県大津市を本拠地に活動していた、日本電気ホームエレクトロニクス（旧：新日本電気、略称：NEC-HE）の男子バレーボールチームである。

## 歴史
1976年に新日本電気男子バレーボール部として創部。女子バレーボール部も1979年に創部した。
1978年には、元全日本の横田忠義を監督に招聘し強化を図り、1980年度の第1回地域リーグで優勝、翌シーズンの実業団リーグ入りを決めた。
1987年には実業団リーグで準優勝したが入替戦で敗れ、日本リーグ入りは果たせず。その後、成績が低迷した。1994年にチームの元主力だった牧野一が監督に就任すると、1995年度の第27回実業団リーグで優勝し、悲願の日本リーグ入りを果たした。
運営会社のNECホームエレクトロニクスが1994年頃から経営危機に陥り、経営立て直しの一環として1997年5月の黒鷲旗大会をもって廃部となった。

## 成績

### 主な成績
日本リーグ/Vリーグ
- 優勝 なし
- 準優勝 なし

実業団リーグ
- 優勝 1回（1995年度）
- 準優勝 1回（1986年度）

黒鷲旗全日本選手権
- 優勝 なし
- 準優勝 なし

### 年度別成績
| 大会名       | 大会名           | 順位   | 参加チーム数 | 試合数 | 勝 | 敗 | 勝率  |
| ------------ | ---------------- | ------ | ------------ | ------ | -- | -- | ----- |
| 実業団リーグ | 第13回 (1981/82) | 5位    | 6チーム      | 10     | 4  | 6  | 0.400 |
| 実業団リーグ | 第14回 (1982/83) | 3位    | 6チーム      | 10     | 6  | 4  | 0.600 |
| 実業団リーグ | 第15回 (1983/84) | 5位    | 8チーム      | 14     | 7  | 7  | 0.500 |
| 実業団リーグ | 第16回 (1984/85) | 3位    | 8チーム      | 14     | 10 | 4  | 0.714 |
| 実業団リーグ | 第17回 (1985/86) | 3位    | 8チーム      | 14     | 8  | 6  | 0.571 |
| 実業団リーグ | 第18回 (1986/87) | 準優勝 | 8チーム      | 14     | 11 | 3  | 0.786 |
| 実業団リーグ | 第19回 (1987/88) | 4位    | 8チーム      | 14     | 8  | 6  | 0.571 |
| 実業団リーグ | 第20回 (1988/89) | 7位    | 8チーム      | 14     | 2  | 12 | 0.143 |
| 実業団リーグ | 第21回 (1989/90) | 7位    | 8チーム      | 14     | 3  | 11 | 0.214 |
| 実業団リーグ | 第22回 (1990/91) | 6位    | 8チーム      | 14     | 5  | 9  | 0.357 |
| 実業団リーグ | 第23回 (1991/92) | 3位    | 8チーム      | 14     | 7  | 7  | 0.500 |
| 実業団リーグ | 第24回 (1992/93) | 6位    | 8チーム      | 14     | 6  | 8  | 0.429 |
| 実業団リーグ | 第25回 (1993/94) | 4位    | 8チーム      | 14     | 9  | 5  | 0.643 |
| 実業団リーグ | 第26回 (1994/95) | 5位    | 7チーム      | 12     | 5  | 7  | 0.417 |
| 実業団リーグ | 第27回 (1995/96) | 優勝   | 8チーム      | 14     | 13 | 1  | 0.929 |
| Vリーグ      | 第3回（1996/97） | 8位    | 8チーム      | 21     | 1  | 20 | 0.048 |

## 主な在籍選手・スタッフ
- 横田忠義
- 西村晃一